# Пламенно-ионизационный детектор
Запрос ПИД перенаправляется сюда. ПИД-регулятору посвящена соответствующая статья

Схема работы и измерение тока в пламенно-ионизационном детекторе

Пламенно-ионизационный детектор (ПИД) — детектор, используемый в газовой хроматографии, в основном, для обнаружения в газовых смесях органических соединений. Впервые создан в 1957 году в CSIRO, Мельбурн, Австралия.

## Схема работы

Газ A из колонки хроматографа поступает в ПИД.
В части B поддерживается высокая температура, для того чтобы смесь оставалась в газообразном состоянии.
Смешавшись с водородом С, газ поступает в форсунку горелки детектора Е, горение поддерживается за счёт поступления кислорода D. Пламя F ионизует газ, находящийся в пространстве между электродами G и H. Ионизованные частицы уменьшают сопротивление и резко усиливают электрический ток, который измеряется очень чувствительным амперметром. Продукты сгорания выходят через отверстие J. От правильного выбора скорости потока всех используемых газов зависит стабильность и чувствительность ПИД (газ-носитель — 30—50 мл/мин, H2 — 30 мл/мин, воздух — 300—500 мл/мин).
В некоторых конструктивных вариантах ПИД вместо двух электродов (G и H) используется единый коллекторный электрод цилиндрической формы. Электрод имеет отрицательный потенциал относительно горелки (Е). Величина потенциала на коллекторном электроде составляет 220 вольт. Отрицательный потенциал обусловливает притяжение положительных ионов гидроксония, образующихся в результате процесса:
{\displaystyle {\ce {CHO+ + H2O -> CO + H3O+}}}.

## Применение
ПИД реагирует практически на все соединения. Исключение составляют H2, инертные газы, О2, N2, оксиды азота, серы, углерода, а также вода, так как эти вещества не ионизуются под действием пламени.